# Pindara serratilinea
Pindara serratilinea là một loài bướm đêm thuộc họ Noctuidae. Nó được tìm thấy ở Queensland.
Sải cánh dài khoảng 30 mm.